# Dawungsari (Cilawu)
Dawungsari is een bestuurslaag in het regentschap Garut van de provincie West-Java, Indonesië. Dawungsari telt 3143 inwoners (volkstelling 2010).